# Ernst Heinrich Bethge
Ernst Heinrich Bethge (* 12. Oktober 1878 in Magdeburg; † 10. November 1944 im KZ Sachsenhausen) war ein deutscher Pädagoge und Schriftsteller.

## Leben
Er war der Sohn des Tischlers August Bethge und wuchs in der Hauptstadt der preußischen Provinz Sachsen Magdeburg auf. Seine Mutter war Therese geborene Heyer. Beide Elternteile waren evangelisch. Nach dem Besuch der Bürgerschule ging er an das Lehrerseminar Osterburg. Danach war er als Lehrer in Magdeburg tätig. Im Jahr 1906 übernahm er eine Stelle als Lehrer an der Mittelschule in Naumburg (Saale). Hier trat er auch der Sozialdemokratischen Partei Deutschlands (SPD) bei und wurde Stadtverordneter. Er wurde im Jahr 1922 kommissarisch als Schulrat in Weißenfels eingesetzt und aufgrund seiner umstrittenen Persönlichkeit im folgenden Jahr als Schulrektor nach Frankfurt am Main versetzt. Im Jahr 1926 übernahm er die Schulleitung der Heinrich-Zille-Schule in Berlin. Mit Ablauf des Jahres 1933 wurde er aus dem Schuldienst entlassen und 1935 aus der Reichsschrifttumskammer ausgeschlossen.
In seiner Freizeit war Ernst Heinrich Bethge als Dramatiker und Bühnenschriftsteller tätig. Er gab Volks- und Handbücher der Jugendbewegung heraus.
Nach dem missglückten Attentat auf Adolf Hitler am 20. Juli 1944 wurde er im Rahmen der Verhaftungsaktion Gitter von der Gestapo verhaftet und in Naumburg inhaftiert, weil er als gefährlich galt. Bei Verhören unter schwerer Folter verriet er seine Genossen nicht und wurde anschließend ins KZ Sachsenhausen verschleppt, wo er im Alter von 66 Jahren an den Folgen der Misshandlungen verstarb.
Nach Ende des Zweiten Weltkriegs im November 1945 fand in Naumburg eine Gedächtnisfeier für ihn statt. Sein Name wurde auf den Gedächtnistafeln am Goldenen Hahn und an der Mauer des Parks der Opfer des Faschismus verewigt.

## Werke (Auswahl)
- Unter Blumen und Bäumen. Ein Jugendspiel aus dem Leben der Prinzessin Luise. J. Beltz, Langensalza 1910
- Die Gutsherrin von Paretz. Ein Kranzspiel aus dem Leben der Königin Luise. J. Beltz, Langensalza 1910
- Der „Imperator“, das größte Schiff der Welt, ein Wunderwerk der deutschen Schiffbaukunst. Strauch, Leipzig o. J. [1913]
- Deutschlands Siegeszug 1914. Strauch, Leipzig-R. o. J.
- Der heilige Krieg. Kriegsabende und Gedächtnisfeiern. Strauch, Leipzig o. J.